# Sycomacophila carolae
Sycomacophila carolae is een vliesvleugelig insect uit de familie Eurytomidae. De wetenschappelijke naam is voor het eerst geldig gepubliceerd in 2003 door Rasplus.